# Kitware
Kitware, Inc. es una compañía de tecnología ubicada en Clifton Park, Nueva York, especializada en la investigación y desarrollo de software de código abierto en las áreas de visión por computador, imágenes médicas, visualización científica y análisis de información multidimensional.  Además del desarrollo de software, la compañía ofrece otros productos y servicios como libros, manuales, soporte técnico, consultoría y cursos de entrenamiento personalizado.
Kitware ha sido calificada como una de las compañías de más rápido crecimiento en los últimos años según el Inc. 5000 List:
- 2008: Clasificación general 3,026, Porcentaje de crecimiento 117.3%[3]
- 2009: Clasificación general 3,330, Porcentaje de crecimiento 76.1%[4]
- 2010: Clasificación general 1,655, Clasificación en industria 113, Porcentaje de crecimiento 172%[5]
- 2011: Clasificación general 1,572, Porcentaje de crecimiento 175%[6]

## Ubicación
- Kitware, Inc. Oficina principal: Clifton Park, Nueva York (28 Corporate Drive, Clifton Park, NY 12065)
- Kitware, Inc. Sucursal: Chapel Hill, Carolina del Norte (101 East Weaver Street, Carrboro, NC 27510)
- Kitware SAS Oficina Principal: Lyon, Francia (20 rue de la Villette, 69328 Lyon Cedex 03, Francia)

## Historia de Kitware
La compañía fue fundada en 1998 por Will Schroeder, Ken Martin, Lisa Avila, Charles Law y Bill Hoffman apoyando el desarrollo de Visualization Toolkit (VTK). VTK fue inicialmente creado en 1993 por Will, Ken y Bill Lorensen como producto del artículo “The Visualization Toolkit: An Object-Oriented Approach to 3D Graphics”, originalmente publicado por Prentice-Hall. Como VTK fue liberado con código abierto, toda una comunidad de usuarios se creó alrededor del desarrollo de software y los creadores de Kitware tomaron esta oportunidad para iniciar su negocio. Con el tiempo, la compañía ha expandido su visión incluyendo desarrollos en diversas áreas como en procesamiento de imágenes médicas, visualización científica, procesos de desarrollo de software, visualización de información multidimensional y administración de datos.
El crecimiento constante de la empresa ha permitido abrir nuevas oficinas. La sucursal en The Chapel Hill, Carolina del Norte abrió sus puertas en 2005 y Kitware SAS, la sucursal en Europa, comenzó a funcionar en 2010 en Lyon, Francia.

## Proyectos de código abierto
- Portal:Software libre. Contenido relacionado con Software libre.

Kitware contribuye activamente en el desarrollo y mantenimiento de importantes librerías, paquetes, y proyectos de código abierto como por ejemplo:
- VTK: The Visualization Toolkit
- ITK: The Insight Segmentation and Registration Toolkit
- CMake: Herramienta para administrar la compilación de código
- CDash: Tablero de control web para reporte de pruebas
- ParaView: Aplicación para visualización
- MIDAS: Herramienta para análisis de información científica
- IGSTK: Conjunto de herramientoas para cirugías guiadas por imágenes
- Insight Journal
- 3DSlicer

## Enlaces
- Página principal de Kitware (en inglés)
- Esta obra contiene una traducción  derivada de «Kitware» de Wikipedia en inglés, publicada por sus editores bajo la Licencia de documentación libre de GNU y la Licencia Creative Commons Atribución-CompartirIgual 4.0 Internacional.

- Datos: Q2497801